# Phil Caliva
Phil Caliva (ur. 1 stycznia 1945 roku w Palermo) – amerykański kierowca wyścigowy.

## Życiorys
Caliva rozpoczął karierę w międzynarodowych wyścigach samochodowych w 1977 roku od startów w USAC Mini-Indy Series. Z dorobkiem czterdziestu punktów został sklasyfikowany na dwudziestej pozycji w końcowej klasyfikacji kierowców. W późniejszym okresie Amerykanin pojawiał się także w stawce CART Indy Car World Series oraz USAC National Championship.
W CART Indy Car World Series Caliva startował w latach 1979-1984. Najlepszy wynik Amerykanin osiągnął w 1981 roku, kiedy uzbierane 27 punktów dało mu 22 miejsce w klasyfikacji generalnej.